# Andreas Trajkovski
Andreas Trajkovski Sørensen (født 18. marts 1993 i København) er en dansk/nordmakedonsk atlet. Han repræsenterede frem til den 8. februar 2022 Danmark derefter Nordmakedonien.
Trajkovski var medlem af Københavns IF frem til 2014, hvor han skiftede til Sparta Atletik. I 2019 skiftede han til Hvidovre AM.

## Opvækst
Hans far og tidligere træner Christian Trajkovski, som er sprinter med flere DM-titler, har makedonske rødder. Sørensens lillebror, Peter Trajkovski, er også atlet.
Trajkovski begyndte med sin far som træner med atletik som 8-årig.

## Atletiske bedrifter
Trajkovski vandt sin første seniormedalje, da han som 15-årig vandt bronze i længdespring ved DM 2008 med et spring på 7,00. 
Team Copenhagen, der støtter eliteidrætten i København, kårede ham til den årlige Danmarksmester-fest på Københavns Rådhus til "Årets idrætstalent i København 2008".
Ved Ungdoms-VM 2009 i Bressanone, Italien, leverede Trajkovski sin da bedste serie nogensinde: 7,22 – 7,32 – 7,21, men endte på 9. pladsen – blot 3 cm fra tre ekstra forsøg. Hans andet spring var blot 1 cm fra den daværende ungdomsrekord på 7,33, som han satte i kvalifikationen. 
Med et spring på 7,37 meter vandt han guld ved European Youth Olympic Festival 2009 i Tampere. Ved DM 2009 blev det en 2.plads på 7,41, hvilket var personlige rekord. Han førte før konkurrencens sidste spring da Morten Jensen sprang 7,72.
Med 6,96 på 60 meter i Marselisborghallen blev Trajkovski 2010 den yngste dansker nogensinde til at bryde grænsen på syv sekunder.
På grund af en skade i foden sprang han ikke meget længdespring indendørssæsonen 2010. Til de danske indendørsmesterskaber 2010 i Skive stillede han op på 60 meter og 200 meter.
Ved kvalifikationsstævnet i Moskva til de Oympiske Lege for U18 i Singapore kvalifiserede han sig med en 6. plads. I kvalifikationen ved ungdoms-OL i Singapore tangerede han med 7,56 John Steffens 11 år gamle rekord juniorrekord (U19 år). Resultatet var desuden det 8. bedste resultat på den danske alle tiders rangliste. I finalen sprang han 7,33, hvilket resulterede i en 5. plads. Denne placering gjorde ham til den bedste atlet fra Europa.
Trajkovski løb sig på landsholdet på 100 meter ved EM-hold (div. 2) 2011 efter at han vandt udtagelsesstævnet på personlige rekord tiden 10,62. Han forbedrede ved samme tilfælde sin egen danske juniorrekord i længdespring til 7,69, men landsholdspladsen gik til Morten Jensen. Det danske 4 x 100 meter stafethold sejrede i EM-hold med en ny dansk rekord på 39,73. Kvartetten bestod udover Andreas Trajkovski af Jesper Simonsen, Mike Kalisz og Morten Jensen.
Han nåede en 7. plads med 7.50 meter ved Junior-EM i Tallinn 2011, ved JEM skadede han sin fod og besluttede sig for ikke at springe mere længdespring 2011 for ikke at risikere noget og men koncentrerede sig om sprint. 
Han vandt sin første senior-titel da han som 18-årig vandt 100 meter ved DM på Østerbro Stadion. Dermed gentog han, hvad Jens Smedegaard og Lars Pedersen også gjorde, da de ligeledes som 18-årige i henholdsvis 1975 og 1984 vandt deres første titler på distancen. Senere på året ved de danske juniormesterskaber vandt han både 100 og 200 meter på de personlige rekordtider 10,60 og 21,51. 100 meter tiden var en tangering af Lars Pedersens danske 18-års rekord fra 1984. Ved DT-finalen, hvor KIF vandt bronze, vandt han 100 og 200 meteren sikkert og løb desuden på KIFs to stafethold. På den lange stafet fik han noteret en split-tid på 48,9 for de 400 meter, ved den efterfølgende banket modtog han den nystiftede pris som finalens bedste fighter.
Trajkovski satte 11. februar 2012 i Ferry-Dusika-Hallenstadion i Wien ny dansk U23-rekord i længdespring indendørs med 7,50. Resultatet var én cm længere end den tidligere rekord, som han delte med John Steffen. Ved DM-inde lurede sensationen i godt 10 minutter, da Trajkovski i fjerde runde af længdespringsfinalen sprang ny dansk U23-rekord 7.59 meter. Det bragte ham foran Morten Jensen, der sprang akkurat samme længde i anden runde. Med 7.64 meter i femte runde svarede den forsvarende mester dog igen, inden at han i sidste runde med 7.80 meter viste, at han fortsat sidder på tronen og Trajkovski måtte nøjes med sin femte DM-sølvmedalje i længdespring.
Ved DMU-inde ugen efter blev hans første længdesprings nederlag til en jævnaldrende dansker en realitet. Frederik Thomsen besejrede Andreas Trajkovski, da han med 7,60 sprang i sidste omgang sprang 5 cm længre og samtidigt overtog han den danske junior- såvel som U23-rekord fra Trajkovski med en centimeter.
Trajkovski var 23. juni 2012 med til at sætte dansk juniorrekord på 4 x 100 meter i Mannheim, da han løb førsteturen for det danske juniorlandshold, som kom i mål i 41,10, en forbedring på 0,62 sek. af den rekord, som blev sat ved Junior-NM 2011 på Østerbro Stadion. Med på holdet var desuden Asger Gerrild, Emil Strøm og Frederik Thomsen.
Ved Junior-VM 2012 i Barcelona sikrede Trajkovski dansk atletiks første medalje nogensinde ved et Junior-VM. Springet var også ny dansk juniorrekord. Før sit sjette og sidste forsøg lå han blot placeret på en fjerdeplads med 7,56 meter, men med 7,82 meter i sidste forsøg sprang han op på andenpladsen kun overgået af den russiske juniorvedensrekordholder Sergey Morgunov, som sprang 8,09. 
Springet var også ny dansk juniorrekord og på alle tiders rangliste gik han samtidigt forbi Jesper Tørrings mangeårige dansk rekord på 7,80 og overgås nu kun af Morten Jensen som har den danske rekord på 8,25.
Han fik en andenplads i den traditionsrige kåring Årets Fund for sin sølvmedalje. Vinder blev golfspilleren Thorbjørn Olesen, som det år fik et massivt gennembrud ved at ende sæsonen som nummer 50 i verden.
Trajkovski deltog også på det danske 4 x 100 meter stafethold som skar præcis et halvt sekund af den danske juniorrekord under de indledende heat. Rekordtiden var 40,60 for holdet bestående af Morten Dalgaard Madsen, Andreas Trajkovski, Emil Strøm og Frederik Thomsen som dog var langt fra avancement. 
2013 blev en sæson på det jævne. En baglårsskade spolerede hele hans indendørssæsonen og kom også til at præge ham udendørs. 
Trajkovski har fra 2012 Wilson Kipketer som manager. Han tog studentereksamen 2013 fra Falkonergårdens Gymnasium og HF-kursus og i januar 2014 påbegynde han et universitetsophold på Iowa Western Community College i Council Bluffs, Iowa, hvor han under fire semestre skal studere ”Athletics Training” og træne under sin nye træner Dave Craven. Allerede den 17. januar debuterede han på universitetets hold - "Iowa Western Reivers", da han på University of Nebraskas Devaney Sports Center i Lincoln sprang 7,35 – uden at røre planken.
Andreas Trajkovski vandt længdespring ved NJCAA-finalen 2015 i Albuquerque, New Mexico med personlig indendørs rekord 7,68.

## Internationale ungdomsmesterskab
- Sølv 2012 Junior-VM Længdespring 7,82 (-0,4)
- Guld 2009 European Youth Olympic Festival Længdespring 7,37 (+0,5)

## Balkan mesterskab
- Bronze 2023 Længdespring 7,75

## Nordmakedonske mesterskab
- Guld 2023 Længdespring 7,63
- Sølv 2023 200 meter 21,64

## Danske mesterskab
- Bronze 2019 4x100 meter 42,78
- Bronze 2018 100 meter 10,66
- Guld 2018 200 meter 21,73
- Guld 2018 Længdespring 7,45
- Guld 2018 4x100 meter 41,23
- Sølv 2015 Længdespring 7,67
- Guld 2015 4x100 meter 40,99
- Guld 2014 Længdespring 7,60w
- Sølv 2014 4x100 meter 42,62
- Sølv 2013 Længdespring 7,20
- Bronze 2013 Danmarksturneringen
- Bronze 2012 60 meter-inde 6,92
- Sølv 2012 Længdespring-inde 7,59
- Bronze 2012 Danmarksturneringen
- Sølv 2011 4 x 200 meter-inde 1,28,44
- Guld 2011 100 meter 10,64
- Sølv 2011 Længdespring-inde 7,25
- Guld 2011 4 x 200 mete-inde 1,29,85
- Bronze 2011 Danmarksturneringen
- Sølv 2010 Længdespring 7,08
- Sølv 2009 Længdespring 7,41
- Sølv 2009 Længdespring-inde 7,14
- Bronze 2009 Danmarksturneringen
- Bronze 2008 Længdespring 7,00
- Sølv 2008 4x100 meter 43,00
- Bronze 2008 Danmarksturneringen

## Bedste resultat
- 50 meter inde: 6,19 (Dansk rekord 15-årige)
- 60 meter inde: 6,92
- 100 meter: 10,60 (+0,1)  (Dansk rekord 19-årige)
- 200 meter: 21,51 (+0,9)
- 200 meter inde: 22,37
- 300 meter: 35,31
- 400 meter: (split-tid 4 x 400 meter på 48,9)
- Længdespring: 7,86
- Længdespring inde: 7,87

## Resultatudvikling i længdespring
- 2003 (10 år): 4,88z
- 2004 (11 år): 5,34z
- 2005 (12 år): 5,53z
- 2006 (13 år): 6,00z DUR[3][4]
- 2007 (14 år): 6,49 DUR
- 2008 (15 år): 7,00 DUR
- 2009 (16 år): 7.41 DUR
- 2010 (17 år): 7,56 DUR
- 2011 (18 år): 7,69 DUR/DJR
- 2012 (19 år): 7,82 DJR/7,59i
- 2013 (20 år): 7,42
- 2014 (21 år): 7,50
- 2015 (22 år): 7,86 (-)  / 7,68i
- 2016 (23 år):              / 7.87i
- 2017 (24 år): 7,65	+1.1
- 2018 (25 år): 7,54 +0.1
- 2017 (26 år): 7,69 0.0
- 2020 (27 år): 7,57 -0.9
- 2021 (28 år): 7,83 +1.7
- 2022 (29 år): 7,60 +2.0
- 2023 (30 år): 7,91 +1.9 (Nordmakedonsk rekord)

z=zone
DUR=Dansk ungdoms rekord
DJR=Dansk junior rekord

### Statistik
- Statletik.dk – Andreas Trajkovski (Webside ikke længere tilgængelig)
- IAAF – Andreas Trajkovski Biography (Webside ikke længere tilgængelig)
- DAF i tal – Andreas Trajkovski (1993) (Webside ikke længere tilgængelig)

### Video
- Andreas Trajskovski 7,56 meter – DUR ved Ungdoms-OL i Singapore
- Andreas Trajskovski 7.69 meter (+1,4) – DJR på Østerbro stadion 4 juni 2011
- High-Speed Video Pallasspelen – Andreas Trajkovski in the long jump